# Matteo Marconcini
Matteo Marconcini (* 26. srpna 1989 Arezzo, Itálie) je italský zápasník–judista.

## Sportovní kariéra
S judem začínal v 10 letech v rodném Arezzu pod vedením Roberto Busia. Připravuje se Římě v vojensko-policejním klubu CS Carabinieri pod vedením Luigiho Guida a Roberta Meloniho. V italské seniorské reprezentaci se dlouho v polostřední váze neprosazoval na úkor Antonia Ciana a jeho nástupce Massimiliana Carolla. V olympijském roce 2016 však oba rivaly nechal za sebou a navíc dosáhl na evropskou kontinentální kvótu pro účast na olympijských hrách v Riu. Na olympijské hry vyladil formu a jeho cestu pavoukem zastavil až ve čtvrtfinále Gruzínec Avtandil Črikišvili, který ho dvakrát hodil technikou curi-goši nejprve na juko a podruhé na wazari. V opravách v nejdelším mužské zápase turnaje (přes 8 minut čistého času) porazil v prodloužení vyčerpaného Bulhara Ivajla Ivanova technikou o-uči-gari na juko. V souboji o třetí místo mu následně chyběly síly proti Sergiu Tomovi, kterému podlehl na ippon technikou sumi-gaeši. Obsadil 5. místo.
Matteo Marconcini je levoruký judista s osobní technikou tomoe-nage a různými formami aši-waza, které zvládá na levou i pravou stranu. Tyto techniky doplňuje šikovným bojem na zemi.

### Vítězství
- 2016 - 1x světový pohár (Praha)

## Výsledky
| Olympijské hry     |    | —  |   |     |    | — |   |   |   | 5. |     |  |  |  |  |  |  |  |  |  |  |  |  |  |  |
| Mistrovství světa  | —  |    | — | —   | —  |   | — | — | — |    | 2.  |  |  |  |  |  |  |  |  |  |  |  |  |  |  |
| Evropské hry       |    |    |   |     |    |   |   |   | — |    |     |  |  |  |  |  |  |  |  |  |  |  |  |  |  |
| Mistrovství Evropy | —  | —  | — | —   | —  | — | — | — | — | —  | úč. |  |  |  |  |  |  |  |  |  |  |  |  |  |  |
| ME do 23 let       | —  | —  | — | úč. | 5. |   |   |   |   |    |     |  |  |  |  |  |  |  |  |  |  |  |  |  |  |
| MS juniorů         |    | 7. |   |     |    |   |   |   |   |    |     |  |  |  |  |  |  |  |  |  |  |  |  |  |  |
| ME juniorů         | 7. | —  |   |     |    |   |   |   |   |    |     |  |  |  |  |  |  |  |  |  |  |  |  |  |  |